# La Caumeta
La Caumeta (en francès La Calmette) és un municipi francès situat al departament del Gard i a la regió d'Occitània.